# Gustave Cohen
Pour les articles homonymes, voir Cohen.
Gustave Cohen est un historien français, médiéviste, né à Saint-Josse-ten-Noode le 24 décembre 1879 et mort à Paris le 10 juin 1958,.

## Biographie
Après des études à l'Université de Bruxelles puis à celle de Liège, il devient docteur en droit en 1903 mais également docteur de philologie romane la même année. Il poursuit ses études à Lyon puis à la Faculté des lettres de Paris où il devient docteur ès lettres en 1920. Il est également élève de l'EPHE.
En octobre 1912, il est nommé professeur au tout nouveau département de français de l'Université d'Amsterdam - mais en 1914, il quitte ses étudiants pour faire la guerre. À partir de la fin de la guerre, Cohen reprend son poste à Amsterdam jusqu'en 1919. Il est ensuite chargé de cours de langue et littérature françaises du Moyen Âge et du XVIe siècle à l'Université de Strasbourg, puis il est nommé professeur sans chaire en 1921 dans cette université. Il enseigne par la suite à la Sorbonne en tant que suppléant d'Henri Chamard et de Fortunat Strowski de 1922 à 1924, en tant que maître de conférences de langue et littérature françaises en 1925, puis chargé de fonction et maître de conférences titulaire en 1928. Toujours à la Sorbonne, il devient professeur sans chaire en 1929 et professeur d'histoire de la littérature française du Moyen Âge en 1932.
En 1940, il est détaché à la Faculté des lettres d'Aix-en-Provence et au centre universitaire méditerranéen de Nice. Il crée le groupe théâtral Les Théophiliens (nommé ainsi après la représentation du Miracle de Théophile de Rutebeuf en mai 1933, salle Louis Liard à la Sorbonne) dont René Clermont a été metteur en scène. C'est également en 1933 qu'il fonde, à Amsterdam, la Maison Descartes. À l'Institut français se trouve un buste pour honorer son fondateur. En exil aux États-Unis pendant la Seconde Guerre mondiale, Cohen y fonde, avec l'historien de l'art Henri Focillon, l'École libre des hautes études (New York) et il anime les entretiens de Pontigny à Mount Holyoke College. Il est réintégré dans sa chaire à la Sorbonne lors de la Libération en 1944. D'origine juive, il se convertit au catholicisme à 64 ans.
Au cours de sa carrière, Cohen a collaboré avec de nombreuses revues telles que la Revue d'histoire littéraire de la France, Romania, la Revue des études rabelaisiennes, la Revue du XVIè siècle, la Revue de littérature comparée, la Revue de l'histoire de l'Église de France, Les Nouvelles littéraires, et Humanités. Il y développe ses thèses avec un grand souci d'exactitudes historique et philologiques qui l'amène à renouveler l'approche de certaines œuvres méconnues ou mal jugées. Dans l'article La Leçon de Ribérac ou l'Europe française, publié en juin 1941, Louis Aragon salue le travail de Cohen et tout particulièrement ses travaux qui ont servi à la réhabilitation de Chrétien de Troyes : « Comme Arnaut Daniel, Chrétien de Troyes ne s'est guère vu rendre justice dans son propre pays, et défendu jusque-là par les seuls auteurs allemands, il devait attendre en France que M. Gustave Cohen enfin vint lui assigner sa place véritable dans notre littérature et l'histoire de notre esprit ».
Les papiers et lettres de Gustave Cohen sont conservés aux Archives nationales sous la cote 59AP : Inventaire du fonds 59AP.

## Publications
- Jardin de Rêve, Vanier, 1906
- Histoire de la mise en scène dans le théâtre religieux français du Moyen Âge, Champion, 1906
- Rabelais et le théâtre, Champion, 1911
- Mystères et moralités du manuscrit 617 de Chantilly, Champion, 1920
- Écrivains français en Hollande dans la première moitié du XVIIe siècle, Champion, 1921
- Ronsard, sa vie et son œuvre, Boivin, 1924
- Le livre de conduite du régisseur et le compte des dépenses pour le Mystère de la passion joué à Mons en 1501, Publications de la Faculté des Lettres de l'Université de Strasbourg, Fascicule 23, 1925
- Le Théâtre en France au Moyen Âge, Rieder, 1928-1931
- La Comédie latine en France au XIIe siècle, Les Belles Lettres, 1931
- Un Grand Romancier d'amour et d'aventure du XIIe siècle : Chrétien de Troyes et son œuvre, Boivin, Paris, 1931
- Le Champfleury de Geoffroy Tory, Charles Bosse, 1932
- Essai d'explication du Cimetière marin, Gallimard, 1933
- Le Miracle de Théophile, Delagrave, 1933
- Le Jeu d'Adam et Ève', Delagrave, 1935
- Le Jeu de Robin et Marion, Delagrave, 1935
- Lettres aux Américains, Montréal, Éditions de l'arbre, 1942
- Anthologie de la littérature française au Moyen Âge, Delagrave, 1946
- La Grande Clarté du Moyen Âge, New York, Maison française d'édition, 1943
- Ceux que j'ai connus, Montréal, Éditions de l'arbre, 1946
- La vie littéraire en France au Moyen Âge, J. Tallandier, 1949
- Le mystère de la passion des Théophiliens, Richard-Masse, 1950
- Le Théâtre français en Belgique au Moyen Âge, La Renaissance du Livre, Bruxelles, 1953
- Anthologie du drame liturgique, les Éditions du Cerf, 1955, textes et traductions

## Prix
de l'Académie française
- 1921 : prix Broquette-Gonin (littérature) pour Écrivains français en Hollande dans la première moitié du XVIIe siècle
- 1932 : prix Alfred-Née pour Un Grand Romancier d'amour et d'aventure du XIIe siècle : Chrétien de Troyes et son œuvre
- 1939 : prix Saintour pour les Œuvres complètes de Ronsard
- 1951 : prix Gustave Le Métais-Larivière pour l'ensemble de son œuvre